# 錢致榕
錢致榕（1939年—），知名美國籍物理學家。出生於中國四川省，1946年隨家人遷至台灣定居，於台灣完成基礎教育。1961年前往美國，1966年獲耶魯大學博士學位，1969年起於約翰霍普金斯大學執教，致力於物理教學及高能物理實驗研究工作。

## 直言濫情理盲事件
2009年9月2日，
錢教授於政治大學擔任講座教授、出席「大學的社會參與──防災救災計畫」論壇時，
針對八八水災提出台灣政府對災前預警與災後重建之看法。
更針對中央氣象局遭批評預報不準之事直言：
「台灣從下到上都是『理盲』，理工常識不足，才會有總統指摘預報不準、監察院調查氣象局等情況」，
並批評媒體濫情播報。此一言論引起台灣各界關注，
媒體爭相報導。有名嘴批評此一說法並質疑其政治立場，
但亦有許多學者聲援其說法，認為錢教授只是直言不諱。

## 外部連結
- 約翰霍普金斯大學師資介紹網頁
- 文盲與理盲—桃園縣新世紀愛鄉協會 （页面存档备份，存于）